# Rassemblement pour une autre politique
Pour les articles homonymes, voir RAP.
Le Rassemblement pour une autre politique (RAP) est un mouvement de jeunes défendant les opinions gaullistes de Philippe Séguin de 1994 à 1997.
Créé en février 1994, il revendique l'année suivante 600 militants, « des jeunes gens bien comme il faut » selon Libération. Soutenant Jacques Chirac et officiellement le Rassemblement pour la République (RPR), le mouvement se réclame néanmoins de la ligne séguiniste et ses T-shirts accolent son nom à celui de Chirac,. Il forme de nombreux jeunes qui rejoindront plus tard d'autres familles de la droites françaises,. Le RAP est dissous en octobre 1997, après l'arrivée de Séguin à la présidence du RPR.
Son président de sa fondation à sa dissolution est Florent Longuépée,,.